# Последнее дело комиссара Берлаха
«Последнее дело комиссара Берлаха» — фильм советского режиссёра Василия Левина, снятый в 1971 году по произведению Фридриха Дюрренматта «Подозрение». Последняя главная роль народного артиста СССР Николая Симонова.

## Сюжет
Неизлечимо больной комиссар швейцарской полиции Ганс Берлах узнаёт о преступных опытах над людьми (операциях без наркоза), проводившихся в концлагере Штутхофф доктором Неле. Старый друг полицейского доктор Самуэль Хунгертобель неожиданно находит некие параллели между нацистским преступником и преуспевающим цюрихским врачом Фрицем Эменбергером, возглавляющим частную клинику Зонненштайн. Несмотря на большую смутность этих подозрений, комиссар берётся за расследование этого дела.
Берлах нанимает талантливого, но непутёвого журналиста Форчига опубликовать материал о том, что нацистский преступник, возможно, скрывается в Швейцарии. На вечеринке после публикации автора материала находят убитым. Тем временем Хунгертобель договаривается о госпитализации комиссара в клинику Эменбергера.
Зонненштайн оказывается местом, где ультрасовременный дизайн причудливым образом сочетается со странным поведением пациентов. Доктор Эменбергер объясняет это тем, что он выполняет пожелания неизлечимых больных. Комиссару дают некий препарат, после чего он просыпается только через трое суток. Вдобавок ко всему его способность к передвижению весьма ограничена (в клинику Берлах пришёл на собственных ногах).
Чувствуя беспомощность полицейского, доктор подтверждает все его догадки, а напоследок сообщает, что проведёт над Берлахом операцию с летальным исходом, а друзья комиссара будут ликвидированы подручными нациста. План практически безупречен — Берлах беспомощен, он никому не сообщил о своём расследовании, а доктор Хунгертобель является врачом, а не воином. Однако неожиданно для Эменбергера появляется человек из его прошлого — бывший заключённый концлагеря Штутхофф «Гулливер», который все эти годы только и искал возможности поквитаться с нацистским палачом.

## В ролях
- Николай Симонов — комиссар Ганс Берлах
- Андрей Попов — Фриц Эменбергер
- Светлана Коркошко — доктор Эдит Марлок, ассистентка Эменбергера
- Людмила Войнова-Крутикова — Клери, медсестра в клинике Эменбергера
- Николай Гринько — «Гулливер»
- Николай Волков — доктор Самуэль Хунгертобель
- Ева Мурниеце — Хильда, помощница Хунгертобеля
- Артур Димитерс — Лютц, начальник Берлаха
- Волдемар Акуратерс — Венцель, преемник Берлаха
- Александр Бениаминов — Ульрих Фридрих Форчиг, журналист
- Улдис Ваздикс